# Švejk
Nagy idők nagy embereket kívánnak.

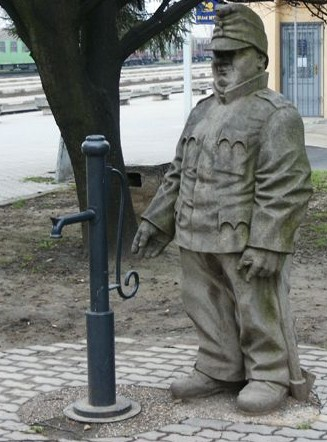
Švejk, a derék katona szobra a homonnai pályaudvar szomszédságában. A szobor amellett a kút mellett strázsál, melyből az emlékezetes közjáték idején az a bizonyos konyakszínű rozsdás víz csordogált. Az alkotó Jaroslav Drotár

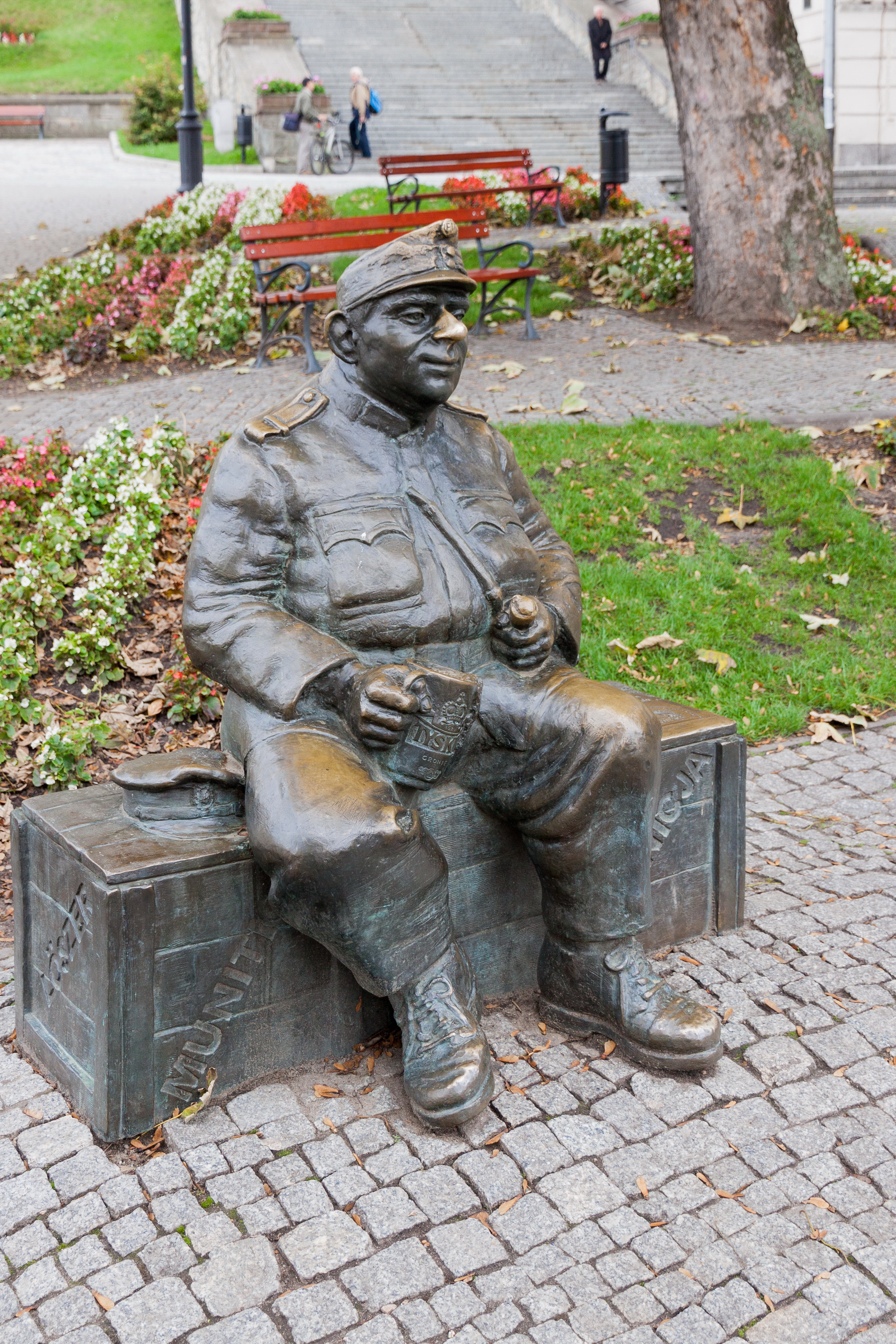
Švejk szobra a lengyelországi Przemyślben

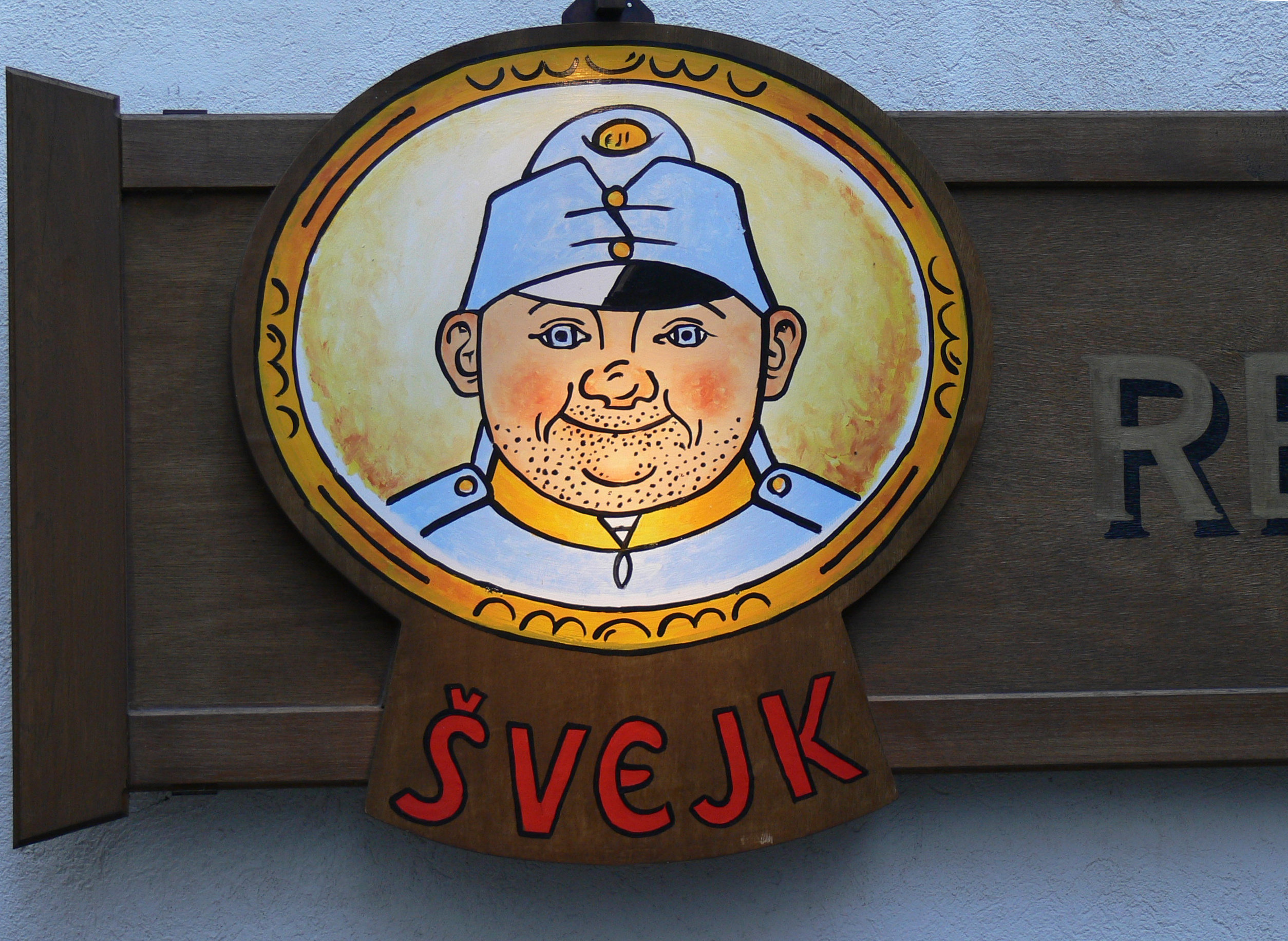
Lada rajza egy Švejkről elnevezett étteremben

Josef Švejk a cseh Jaroslav Hašek író szimbólummá vált regényalakja, több humoreszk és egy befejezetlen szatirikus regény címszereplője.

## Előfordulása
1911-ben jelent meg az az első öt humoreszk, amelyekben Jaroslav Hašek először rajzolta meg Švejk alakját. A K. u. k. hadsereg leírása itt még felületesebb, mint a fő műben, mert csak Josef Mach nevű cseh költőbarátja elbeszéléseiből ismerte Hašek a katonaságnál dúló állapotokat.
Švejk, a derék katona, a háború előtt
1. Švejk Itália ellen vonul
2. Švejk misebort szerez
3. Švejket szuperarbitrálják
4. Švejk megtanul bánni a lőgyapottal
5. Švejk fellendíti a hadirepülést

(Megjelent: Fekete-sárga panoptikum. Szlovákiai Szépirodalmi Könyvkiadó, Pozsony, 1956. Fordította Tóth Tibor.)
A figura híressé végül az 1923-as Švejk, egy derék katona kalandjai a világháborúban című regény címszereplőjeként vált.

## Jellemvonásai
A könyv az Osztrák–Magyar Monarchia államszervezetének és az első világháború szatirikus kritikája. Švejk személyesíti meg az akkori monarchiabeli kispolgárt mint passzív ellenállót.
A regény hőse, mint az alcím is állítja, egy „derék katona”. Furcsa tisztesség a Švejké: bár korábban már egy orvosi bizottság hülyesége miatt katonai szolgálatra véglegesen alkalmatlannak nyilvánította, részt kell vennie az első világháborúban, először a hátországban (katonai fogdákban és egészségügyi intézményekben), majd a fronton, sőt tévesen osztrák fogságba is esik. Ő a készséges kisember, aki roppantul igyekszik a maga módján (nem mindig szabályos úton, és amennyire hülyeségétől telik) teljesíteni a kötelességét, de mindig valami bajba keveredik.
A szatirikus regény, amely ezt az alakot teszi hősévé, háború- és monarchiaellenes élű. A panoptikum, melyet az író és a monarchia militarista világából felvonultat, gyilkos, megsemmisítő nevetésre készteti az olvasót. A dicsőséges „csihi-puhi” anekdotafüzérszerűen kibontakozó, javarészt Švejk által kommentált története: az esztelenségnek, a fegyelmezés gépies, lélektelen formájának, a korlátoltságnak, a kakasdombon is kiélhető cezaromániának, az alkoholizmusnak eseményéből áll össze.
Švejk észjárása a cseh nép történeti tapasztalatait sűríti, leleplezi a háborút, a császárság korhadt rendszerét és általában az emberi ostobaságot. A népi – sokszor naturalista – nyelvezetű dialógusok szatirikusak, állandó feszültséget, folyamatosságot teremtenek, egybeötvözik a sok-sok epizódot. Hašek hősének passzív rezisztenciájában zseniális írói készséggel jelenik meg a sajátos cseh kispolgári világ. A regény befejezetlenül maradt, ám így is egésznek tűnik.

## Ábrázolása
A regényhez Josef Lada készített örökérvényű illusztrációkat.

## Online szövegek
- Švejk, a derék katona a háború előtt – Magyar Elektronikus Könyvtár
- Švejk. Egy derék katona kalandjai a világháborúban – Magyar Elektronikus Könyvtár
- Infanteriszt Svejk ford. Karikás Frigyes, Bp: Anonymus, 1945. – Magyar Tudományos Akadémia Könyvtára REAL-EOD Repozitórium

## Külső hivatkozások
- Képek a Švejkből Archiválva 2007. február 14-i dátummal a Wayback Machine-ben
- Josef Lada, az illusztrátor Archiválva 2006. június 23-i dátummal a Wayback Machine-ben – németül
- Švejk a veszprémi színházban
- A prágai Kehely vendéglő